# Маливо
Мали́во — село на востоке Коломенского городского округа Московской области. Население — 166 чел. (2010). Соседствует с деревнями Подосинки (на западе), Зарудня (на северо-востоке), Сельцо-Петровское (на востоке). Ближайшие города - Коломна (12 километров по дорогам), Луховицы (29 километров по дорогам), Егорьевск (45 километров по дорогам).

## География
Село располагается на южной окраине Мещерской низменности, в зоне смешанных лесов. Почвы дерново-подзолистые. Климат умеренно-континентальный.
В 2 километрах севернее села начинается обширная зона мещерских лесов, в 1 километре южнее - высокий левый берег реки Ока. На южной окраине села - озеро Петровское, по сути являющееся расширением реки Щелинка, притока Оки. Также по селу протекает небольшая река Малиновка, приток Щелинки.

## Название
Этимология названия села доподлинно неизвестна. На карте XIX века село обозначается как Маливы. Аналогичных названий населённых пунктов в России больше нет. На Западной Украине есть гора с названием Маливо.

## Объекты социальной инфраструктуры
- продовольственный магазин;
- дом культуры;
- библиотека;
- пляж на озере Петровское (по состоянию на лето 2024 года купание запрещено);
- детский лагерь труда и отдыха "Ласточка".

## История

#### Предыстория
Древнейшее поселение, зафиксированное археологами на территории села, располагалось в устье реки Малиновка (на карте XIX века обозначается как Масловка). Выявленный культурный слой содержит кремниевые орудия и лепную керамику, относящиеся к эпохе неолита. В поздненеолитический период данная территория относилась к культуре ямочно-гребенчатой керамики, которую учёные связывают с финно-угорскими племенами. В IX-X веках нашей эры земли между левыми берегами Оки и Москвы были населены финно-угорским народом мещёра. В этот же период данные территории активно заселяются восточнославянским племенным союзом вятичи. Финно-угорское население частично вытесняется, частично вливается в состав будущей великорусской народности.
В XI-XIII веках там же в устье Малиновки археологи фиксируют древнерусское поселение. С XII века территория села входит в состав Рязанского княжества. В XIII веке Рязанское княжество терпит экономический урон в связи с ордынской экспансией и существенно ослабевает. В XIV веке территории современного Малива завоёваны Московским княжеством, с конца XV века - в составе единого русского государства.

#### Дореволюционный период
До екатерининских административных реформ село относилось к Пахрянскому стану Коломенского уезда. Уезд изначально был высшей единицей административно-территориального деления в русском государстве.
В XVI веке построена церковь Петра и Павла.
В начале XVIII века Пётр I проводит масштабную административную реформу и создаёт в России 8 огромных губерний, Коломенский уезд становится частью Московской. Вторую крупную реформу в конце этого же века проводит Екатерина II, губерний становится больше, многие населённые пункты получают статус города (в частности Егорьевск). Создаётся Егорьевский уезд в составе Рязанской губернии, Маливы становятся частью новообразованных административных единиц.
В конце XVIII века село принадлежало Черкасским - русскому дворянскому роду черкесского происхождения, предки которого перешли на русскую службу при Иване Грозном. Черкасские активно ходатайствовали по поводу реставрации обветшалой церкви, реставрация была завершена во второй половине XIX века. Одновременно с этим Черкасские предоставили маливских крестьян для строительства Храма Христа Спасителя в Москве.
В 1861 году одновременно с отменой крепостного права проводится очередная административная реформа. Маливы становятся центром новообразованной Маливской волости в составе Егорьевского уезда. На тот момент Маливы - крупное богатое село, по данным списка населённых мест Рязанской губернии 1859 года третье по численности населения в уезде (численность составляла 868 человек, уступала только Егорьевску - 4779 чел. и селу Починки - 910 чел.). Через Маливы проходила дорога, связывающая Егорьевск с центром губернии. Дорога шла с северной стороны села (расстояние до Егорьевска по ней было около 32 километров, ныне дорога со стороны Егорьевска обрывается после села Троица), в 1,5 километрах южнее Малив работала переправа через Оку, ныне также не существующая. К концу XIX века численность населения в Маливах превысила 1000 человек.
В 1901 году был рукоположён последний священник церкви Петра и Павла - Евгений Герасимович Исадский, уроженец села Погост Преображенский (ныне - Андреевские Выселки городского округа Шатура) и выпускник Рязанской духовной семинарии.

#### Советский и постсоветский периоды
В 1922 году Маливо вместе со всей остальной территорией Егорьевского уезда вошло в состав Московской губернии. В 1929 году Маливский сельсовет передали Коломенскому округу (позднее - Коломенский район).
В 1929 году местные власти пытались закрыть церковь Петра и Павла, что было встречено протестами со стороны прихожан. В августе 1929 года священник церкви Евгений Герасимович Исадский был арестован и отправлен на 3 года в исправительно-трудовой лагерь на Соловецкие острова, где скончался в январе 1930 года. В 1937 году церковь Петра и Павла сломали. В последующие годы здание бывшей церкви использовалось как зернохранилище, а в 1950-х годах было окончательно разрушено. В 2006 году Исадский причислен к лику святых новомучеников Русской православной церковью.
В годы советской власти Маливо теряет функции сельского центра, они постепенно переходят к соседнему населённому пункту - деревне Зарудня. Туда же, например, была перенесена Маливская средняя общеобразовательная школа (интересно, что название сохраняется до сих пор). В 1954 году ликвидирован Маливский сельсовет, территории переданы в укрупнённый Макшеевский сельсовет. В 1994 году сельсовет переименован в сельский округ, а в 2004 году передан в новообразованное Заруденское сельское поселение. В 2017 году все сельские поселения Коломенского района были ликвидированы, Маливо стало частью Коломенского городского округа.

## Население
| 2002 | 2006 | 2010 |
| ---- | ---- | ---- |
| 159  | ↘146 | ↗166 |

## Мобильная связь, радио, телевидение
Территория входит в LTE-покрытие основных мобильных операторов Московской области. Ближайший передатчик первого и второго мультиплексов цифрового телевидения находится в 13 километрах к северу от села, в деревне Кузьминки. Более десяти fm-радиостанций доступны к приёму из центра городского округа - Коломны.

## Транспорт

### Автобусы
Единственный маршрут — № 30, обслуживаемый автоколонной № 1417 г. Коломна (филиал ГУП МО «Мострансавто»), связывает Маливо с Коломной и другими населёнными пунктами Коломенского городского округа. В селе имеется три автобусных остановки: "Маливо" (рядом с магазином и домом культуры), "Маливо-2" (рядом с развалинами церкви) и "Школа" (на границе с деревней Сельцо-Петровское). Часть автобусов маршрута №30, следующих через Маливо из Коломны, совершает заезд в село Левино городского округа Егорьевск. Один раз в день автобус маршрута № 30 следует до посёлка Белоомут, что в Луховицком городском округе.

### Железнодорожный транспорт
Ближайшие железнодорожные станции:
- Рязанское направление МЖД: станция Щурово — 16 км по дорогам;
- линия Кривандино — Рязановка: станция Рязановка — 41 км по дорогам;
- Большое кольцо МЖД: станция Егорьевск-2 участка Воскресенск — Егорьевск-2 — Куровская — 50 км по дорогам.

## Достопримечательности

##### Руины Церкви Петра и Павла
Приход церкви, помимо жителей Малива, состоял из крестьян четырёх соседних деревень: Зарудни, Подосинок, Поповки и Мостищей. Доподлинно неизвестно, когда была построена церковь, но в книге Добролюбова И. В. «Историко-статистическое описание церквей и монастырей Рязанской епархии» указывается, что здание существовало, как минимум, с XVII века. Церковь сломана в конце 1930-х годов в рамках советской политики борьбы с религией. Окончательна разрушена в 1950-х годах, о попытках восстановления в дальнейшем ничего не известно. В настоящее время рядом с развалинами располагается памятный крест и табличка "Святые земли коломенской".

##### Памятник "Обелиск памяти павшим в Великой Отечественной войне"
Установлен на восточной окраине села, близ автобусной остановки "Школа".

## Экология
В августе 2024 года в новостном выпуске местного телевидения города Коломны сообщили о выходе из строя очистных сооружений, расположенных в соседней Зарудне, и многолетнем сливе неочищенных сточных вод в озеро Петровское, что привело к регулярному замору рыбы и неприятному запаху вблизи водоёма. На бывшем пляже озера Петровское установлена табличка "Купаться запрещено". 
По данным сервиса Яндекс.Погода качество воздуха в Маливе оценивается как хорошее.

## Известные люди
- Постников, Николай Николаевич - священномученик Русской православной церкви, расстрелян в 1937 году на бутовском полигоне[15].
- Лукьянова, Мария Фёдоровна — Герой Социалистического Труда.